# コーニング (ニューヨーク州)
コーニング（英: Corning）は、アメリカ合衆国ニューヨーク州の西部、スチューベン郡、シェマング川沿いにある都市である。2010年国勢調査での人口は11,183 人だった。スチューベン郡では人口最大の自治体である。市名はオールバニの金融家で鉄道会社役員であり、コーニングを発展させた会社の投資家だったエラスタス・コーニングにちなんで名付けられた。

## 概観

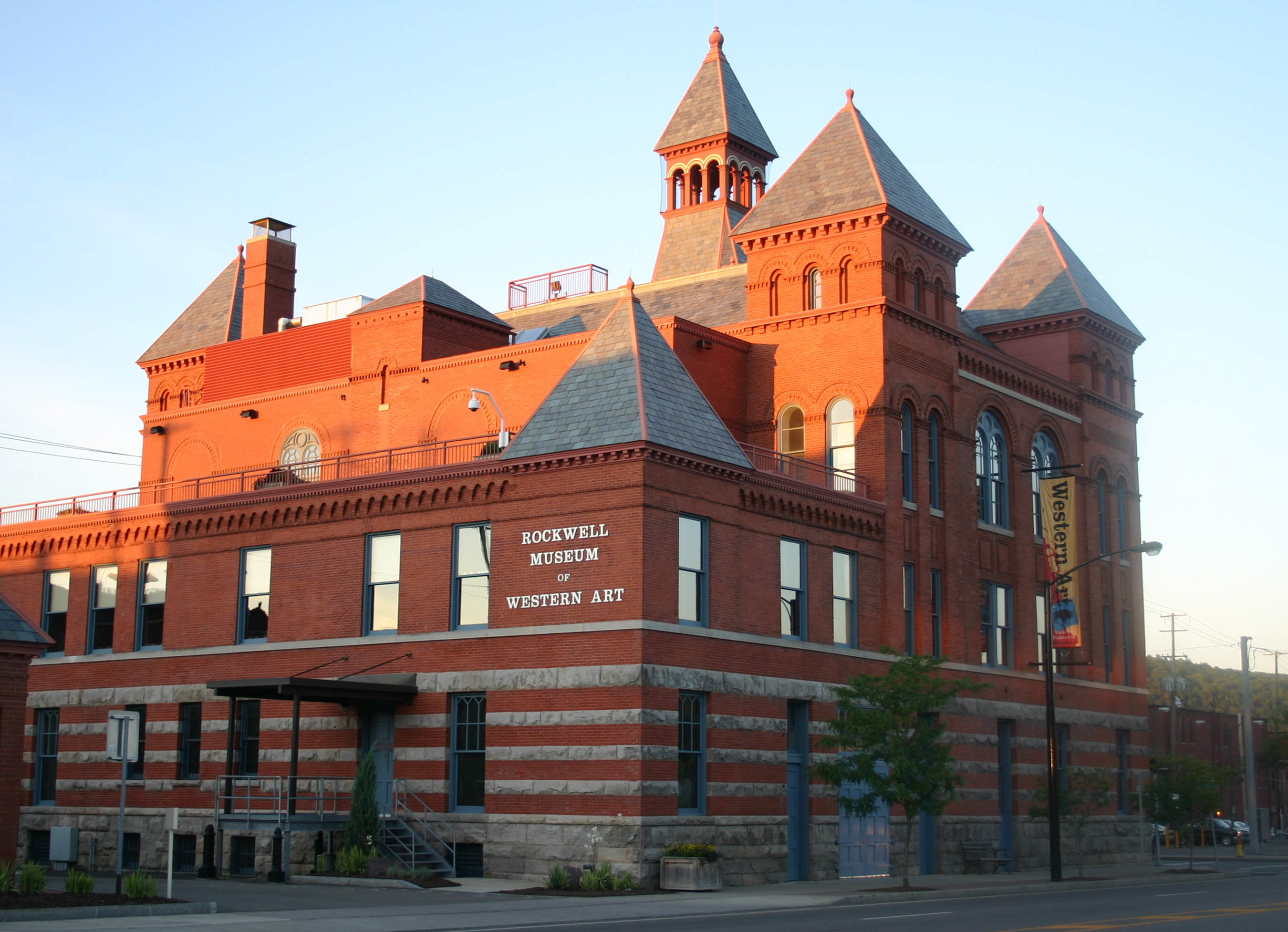
ロックウェル博物館

コーニング市はスチューベン郡では南東部、同名のコーニング町の西端にある。
市内にはフォーチュン500に入るコーニング・インコーポレイテッド、元の「コーニング・グラス・ワークス」の本社があり、工業、科学技術用にガラスとセラミック製品を製造している。
市内にコーニング・ガラス博物館もあり、古いものから新しいものまでガラスに関して世界でも最も包括的な収集品を収めている。この博物館にはラコー図書館があり、世界でも最大級に重要なガラスの研究所になっている。
市内にある文化的な呼び物として、ロックウェル博物館がある。ここには過去40年間にロバート・F・ロックウェルとハーサ・ロックウェルが集めたアメリカ西部の絵画と彫刻の重要な収集品がある。雑誌「アメリカン・スタイル」が選ぶアメリカ合衆国の小さな都市で芸術の目的地になる25傑の1つに、コーニングが上げられてきており、最近では2010年6月に作られたリストだった。市内である文化的行事や歴史的な目印の多くがコーニングのガファー地区を舞台にしている。
コーニング・カントリークラブでは1979年から2009年の毎年、全米女子プロゴルフ協会のコーニング・クラシックを開催してきた。近くのビッグフラッツ町にあるエルマイラ/コーニング地域空港から商業航空便を利用できる。
市内では2006年ニューヨーク州A級フットボール選手権が開催された。
2003年、チャールズ・R・ミッチェルとカーク・W・ハウスが、アーカディア・パブリッシングの「イメージ・オブ・アメリカ」シリーズの歴史的写真集として『コーニング』を制作した。写真はコーニング・ペインテッド・ポスト歴史協会の収集品から集められた。
2013年、ランド・マクナリーのアメリカで最良の小さな町リストで、コーニングンは最終選考に残った町の中でも「最も楽しい」町に挙げられた。
2008年、コーニングは飲料水のフッ素添加を禁止した。2006年、市政委員会がフッ素添加を承認していた。2007年、地元住民のカーク・ハットルストンから、命題1号と呼ばれる請願が出された。命題1号は、非公式の結果で1,287票対1,222票という接戦でフッ素添加禁止案が通った。
2015年、ブランドン・スミスという住人が市内と周辺地域のあらゆることを含むという目標で Wiki を立ち上げ、「コーニングウィキ」と呼ばれている。

## 歴史
コーニングの町で最初の入植があったのは1796年のことだった。後にコーニング市となる地域に近かった。そのコミュニティは1848年にビレッジとして町とは別に取っておかれた。コーニングは1890年に市として法人化された。ガラス産業が発展すると、コーニングは「結晶の都市」と呼ばれるようになった。
コーニング初期の産業は製材業だった。最初の開拓者が地域の水系を使って丸太や加工材を下流のバイヤーの所まで運んだ。このことで大型の製材所が出来て発展に寄与した。木材が減ってくると材木の筏流しも衰退した。一時期、コーニング地域の製材所は世界最大級という評判があった。木材が無くなった後、大型製材所は新しい森林を求めて北に移動した。
コーニングからシェマング川を挟んで東は、シェマング運河水系の支線運河の場所であるギブソンという小集落がある。コーニングの初期繁栄の幾らかはこの支線運河水系のあったことから来ていた。コーニングから運び出さされる貨物には、亜瀝青炭、木材、タバコ、穀物、ウィスキーがあった。1850年の運河を使用した季節である4月22日から12月11日、新聞によると1,116隻の船がコーニングを出発していた。この年の通行料は54,060.39ドルだった。出荷された物資の中には46,572,400ポンド (21,100,000 kg) の石炭があった。運河が最大に利用された平時の年は1854年であり、270,978トンの貨物が輸送された。南北戦争によって異常な量の輸送が行われ、年間307,151トンが運ばれた。
南北戦争後、地域は工業ブームとなった。インガソル・ランドがこの時期にコーニングのすぐ北にペインテッド・ポストのビレッジを開いた。
コーニングは1880年代に鉄道町となり、幹線と小さな町を繋ぐ多くの小さな鉄道線が網の目のように張り巡らされた。1912年、コーニングの東3マイル (5 km) のギブソンで、鉄道事故が起こり、39人が死んだ。
ジェニングの酒場、コーニング武器庫、マーケット通り歴史地区、サウスサイド歴史地区、世界大戦記念図書館、アメリカ合衆国郵便局がアメリカ合衆国国家歴史登録財に指定された。

## 地理

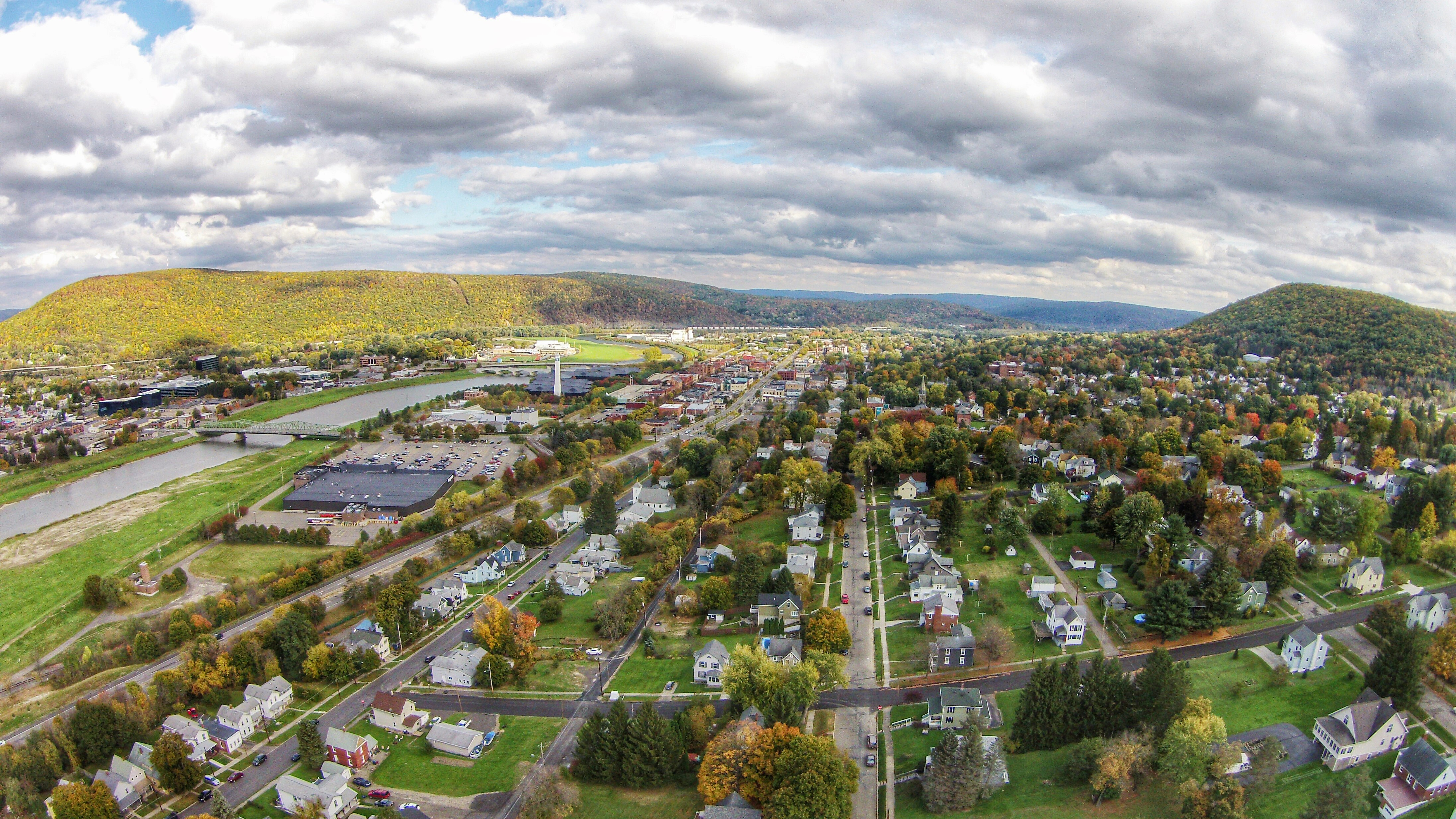
コーニングの景観

コーニング市は北緯42度8分53秒 西経77度3分25秒 / 北緯42.14806度 西経77.05694度 (42.148142, -77.05697)に位置している。
アメリカ合衆国国勢調査局に拠れば、市域全面積は3.3平方マイル (8.5 km2)であり、このうち陸地3.1平方マイル (8.1 km2)、水域は0.2平方マイル (0.4 km2)で水域率は5.18%である。
コーニングから上流、コホクトン川とティオガ川が合流してシェマング川ができて、町の中心街を通って流れている。この川は町の初期に水力源として重要であり、今日では観光資源の一部となっている。地域の急な丘から雨水が休息に流れ降りるので、この川は洪水を起こす傾向があり、最近では1972年にハリケーンの名残が短時間に15インチ (38 cm) 以上の雨を降らし、洪水になった。コーニングとペインテッド・ポストの地域で18人が死亡した。中心街全体が洪水となり、激しい損害が出た。中心街は再建され、幾らか高級化が起きた。
洪水はコーニングより上流にあるダムの体系で制御されている。悪天候になることがあるので、コーニングはブームシティと呼ばれている。
州間高速道路86号線（サザンティア・イクスプレスウェイ）、ニューヨーク州道17号線、同352号線、同414号線、同415号線がコーニングを通る幹線道である。郡道40号線が南から市内に入り、郡道41号線は北から入っている。アメリカ国道15号線はペインテッド・ポストから南に進み、コーニングの西を通っている。
コーニング市はフィンガー湖地域に入っている。

## 人口動態
以下は2010年国勢調査による人口統計データである。
| 基礎データ - 人口: 11,183 人 - 世帯数: 5,114 世帯 - 人口密度: 1,346.0人/km2（3,626.1 人/mi2） - 住居数: 5,519 軒 人種別人口構成 - 白人: 91.8% - アフリカン・アメリカン: 3.2% - ネイティブ・アメリカン: 0.3% - アジア人: 1.8% - ヒスパニック・ラテン系: 2.4% 家庭で英語以外の言語を話す比率:4.1% 年齢別人口構成（以下は2000年のデータ） - 18歳未満: 23.3% - 18-24歳: 8.6% - 25-44歳: 29.2% - 45-64歳: 21.1% - 65歳以上: 17.8% - 年齢の中央値: 38歳 - 性比（女性100人あたり男性の人口） - 総人口: 87.5 - 18歳以上: 83.5 | 世帯と家族（対世帯数） - 18歳未満の子供がいる: 26.2% - 結婚・同居している夫婦: 37.6% - 未婚・離婚・死別女性が世帯主: 12.3% - 非家族世帯: 46.6% - 単身世帯: 40.1% - 65歳以上の老人1人暮らし: 15.5% - 平均構成人数 - 世帯: 2.14人 - 家族: 2.89人 収入と家計 - 収入の中央値 - 世帯: 32,780米ドル - 家族: 46,674.米ドル - 性別 - 男性: 39,805米ドル - 女性: 27,489米ドル - 人口1人あたり収入: 22,056米ドル - 貧困線以下 - 対人口: 13.0% - 対家族数: 9.1% - 18歳未満: 18.4% - 65歳以上: 3.8% |

## 政治
市の役人の大半は共和党員である。コーニングの地域は通常共和党に投票するが、外部から入って来た者は「中道」共和党だと考えている。この地域で長くアメリカ合衆国下院議員を務めているエイモ・ハウトンは中道派共和党員である。

### 連邦政府の代表
コーニングはアメリカ合衆国下院ニューヨーク州第23選挙区に属し、2015年時点では共和党のトム・リードが選出されている。

### 州政府の代表
コーニングンはニューヨーク州上院第53選挙区にあり、2015年時点で共和党のトム・オマラが代表である。州下院では第136選挙区にぞくしておる、やはり共和党ｎフィル・パームサノが代表である。

### 市長
共和党のジョセフ・ナッサーが長年コーニング市長を務めていた。市政府の本部であるナッサー・市民センターはその名前を冠したものである。2005年市政委員フランク・コクチョが現職共和党市町のアラン・ルイスを破り、1953年以来となる民主党市町となった。2007年11月6日、市の共和党指導者トム・リードがコクチョに代わって当選した。リードは2009年12月31日に2年間の任期を全うした、リチャード・ネグリが2009年11月に市長に当選し、2010年1月1日に就任した。

## 市政府
コーニング市は1995年から市政委員会・マネジャー方式市政府を採用しており、市マネジャーが行政府の長である。初代市まねじゃｑはスザンヌ・ケネディであり、1997年7月まで務めた。このときマーク・L・ライクマンが2代目マネジャーに指名された。市政委員会は8人の委員で構成されている。8つの選挙区からそれぞれ1人が選出されている。

## 教育
コーニング・ペインテッド・ポスト教育学区には、初期教育センター、公立小学校6校、中学校1校、高校1校がある。
2010年、住民投票で中等教育を再編成する案が通った。中学校2校を組み合わせて以前の西高校の校舎に移転し、高校2校は組み合わせて以前の東高校に移転した。この再編成と校舎のプロジェクトは2014年から2015年教育年度の初めに完了した。
公立初期教育センター
- フランク・ピアース初期児童センター

公立小学校
- ヒュー・W・グレッグ
- ウィンフィールド通り
- ウィリアム・E・セバーン
- カルビン・U・スミス
- アーウィン・バレー
- フレデリック・カーダー

公立中学校
- コーニング・フリー・アカデミー
- ノースサイド・ブロジェット（以上2校は2014年から2015年教育年度まで）
- コーニング・ペインテッド・ポスト中学校（2013年から2014年教育年度以降）

公立高校:
- 東高校
- 西高校（以上2校は2014年から2015年教育年度まで）
- 高校学習センター(HSLC)
- コーニング・ペインテッド・ポスト高校（2013年から2014年教育年度以降）

私立学校
- 数学・科学オルターナティブスクール(ASMS)
- オールセインツ・アカデミー（幼稚園から8年生までのカトリック系学校）
- コーニング・クリスチャン・アカデミー（幼稚園前から12年生までの福音主義キリスト教学校）

コーニング・コミュニティカレッジ (CCC) 
近年、コーニング地域教育学区が国際バカロレア中間年プログラムと国際バカロレア・ディプロマ・プログラムを実行した。コーニング中学校と高校は、2005年2月に「国際バカロレア・ワールドスクール」として承認された。

## 見どころ

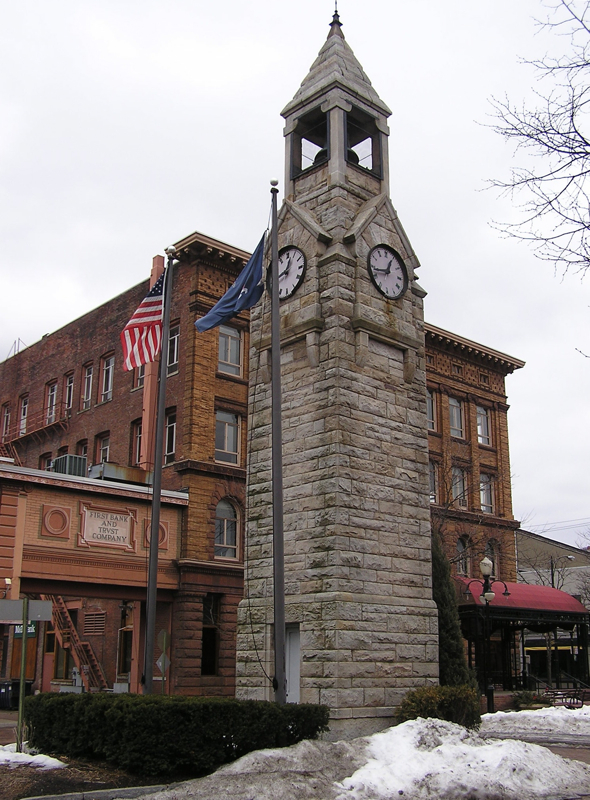
歴史地区

- チムニー・ロックス - コーニングの東にあった一群の高い岩の集まりだが、現在は無くなった。背が高く細かったのでその名がある
- ブラッディ・ラン - ゴートン・クリーク近くの地域、アメリカ軍ジョン・サリバン将軍およびジェイムズ・クリントン将軍と、インディアンの間に戦闘が起きた場所である。この戦闘は、ジョージ・ワシントン将軍がこの地域のイロコイ族支配を破るように命じた作戦の一部となった。戦闘現場から血の混じった水が流れてきたので、ブラッディ・ランと呼ばれた
- ホレス・D・ペイジ・トンネル - 市の南側にあるデニソン公園の中で2つに分けられた地域を繋いでいるトンネル。1912年にティオガ・ダウンズでの競馬レースでエルマイラのミラーズ池に対する命名権を失い、その代償にトンネルの命名権を与えられたペイジにちなむ命名
- マーケット通り - 多くのレストランや店舗がある地域。建物の多くは、地域を破壊した火事の後でレンガ造りになった。コーニング市の歴史地区である

## 著名な出身者
- マーガレット・サンガー （1879年–1966年）、アメリカン・バースコントロール・リーグの創設者

## 姉妹都市
コーニング市は下記の3都市と姉妹都市を結んでいる。
- ウクライナ、リヴィウ
- 日本静岡県掛川市（旧大須賀町から継承）
- イタリア、サン・ジョヴァンニ・ヴァルダルノ